# 파랑새 (희곡)
《파랑새》(프랑스어: L'Oiseau bleu)는 1908년 벨기에의 극작가인 모리스 마테를링크가 쓴 희곡(동화극)으로 6막 10장으로 구성되어 있다. 1908년 9월 30일 러시아의 연출가인 콘스탄틴 스타니슬랍스키가 모스크바 예술극장에서 초연한 이래 수많은 영화와 소설로 제작되었다.
남동생 틸틸(Tyltyl)과 여동생 미틸(Mytyl) 남매가 꿈 속에서 요정과 함께 추억의 나라와 미래의 나라 등에서 파랑새를 찾으러 갔지만 실패했고 결국에는 자신들의 새장 안에 있었다는 것을 깨닫게 된다는 내용이며 행복은 손이 미치지 않는 먼 곳에 있는 것이 아니라 우리들 가까이에 있다고 설득한 상징적인 몽상극(夢想劇)이다.
한국어로 번역된 대부분의 책에서는 틸틸과 미틸이 각각 "치르치르"와 "미치르"라는 이름으로 나오는데 이는 틸틸과 미틸의 일본어 발음을 그대로 한국어로 옮긴 데서 유래된 것으로 추정된다.

## 이 작품을 원작으로 한 작품
애니메이션
- 마테를링크의 파랑새: 틸틸과 미틸의 모험 여행